# Masami Tanaka
Masami Tanaka (田中雅美?, Tanaka Masami; Hokkaidō, 5 gennaio 1979) è un'ex nuotatrice giapponese.

## Carriera
Specializzata nella rana, in carriera ha vinto una medaglia di bronzo nella staffetta 4x100 m misti alle Olimpiadi di Sydney 2000.

## Palmarès
- Giochi olimpici

Sydney 2000: bronzo nella 4x100m misti.
- Mondiali

Perth 1998: bronzo nella 4x100m misti.
- Mondiali in vasca corta

Hong Kong 1999: oro nei 50m rana, nei 100m rana, nei 200m rana e nella 4x100m misti.
- Giochi PanPacifici

Atlanta 1995: bronzo nella 4x100m misti.
Fukuoka 1997: argento nei 200m rana.
Sydney 1999: bronzo nella 4x100m misti.
- Giochi asiatici

Hiroshima 1994: argento nei 100m rana e nella 4x100m misti e bronzo nei 200m rana.
Bangkok 1998: oro nei 200m rana e nella 4x100m misti e bronzo nei 100m rana.